# Pierre de la Vergne
Pierre de la Vergne (Limosino, 1320/1330 – Avignone, 6 ottobre 1403) è stato un cardinale francese.

## Biografia
Nacque nel Limosino, probabilmente tra il 1320 ed il 1330.
Papa Gregorio XI lo elevò al rango di cardinale nel concistoro del 30 maggio 1371.
Morì il 6 ottobre 1403 ad Avignone.